# Banya (Tchéchinovo-Obléchévo)
Pour les articles homonymes, voir Banya.
Banya ou Banja (en macédonien Бања) est un village de l'est de la Macédoine du Nord, situé dans la municipalité de Tchéchinovo-Obléchévo. Le village comptait 402 habitants en 2002.

## Démographie
Lors du recensement de 2002, le village comptait :
- Macédoniens : 393
- Valaques : 9.